# 國立高雄應用科技大學校友列表

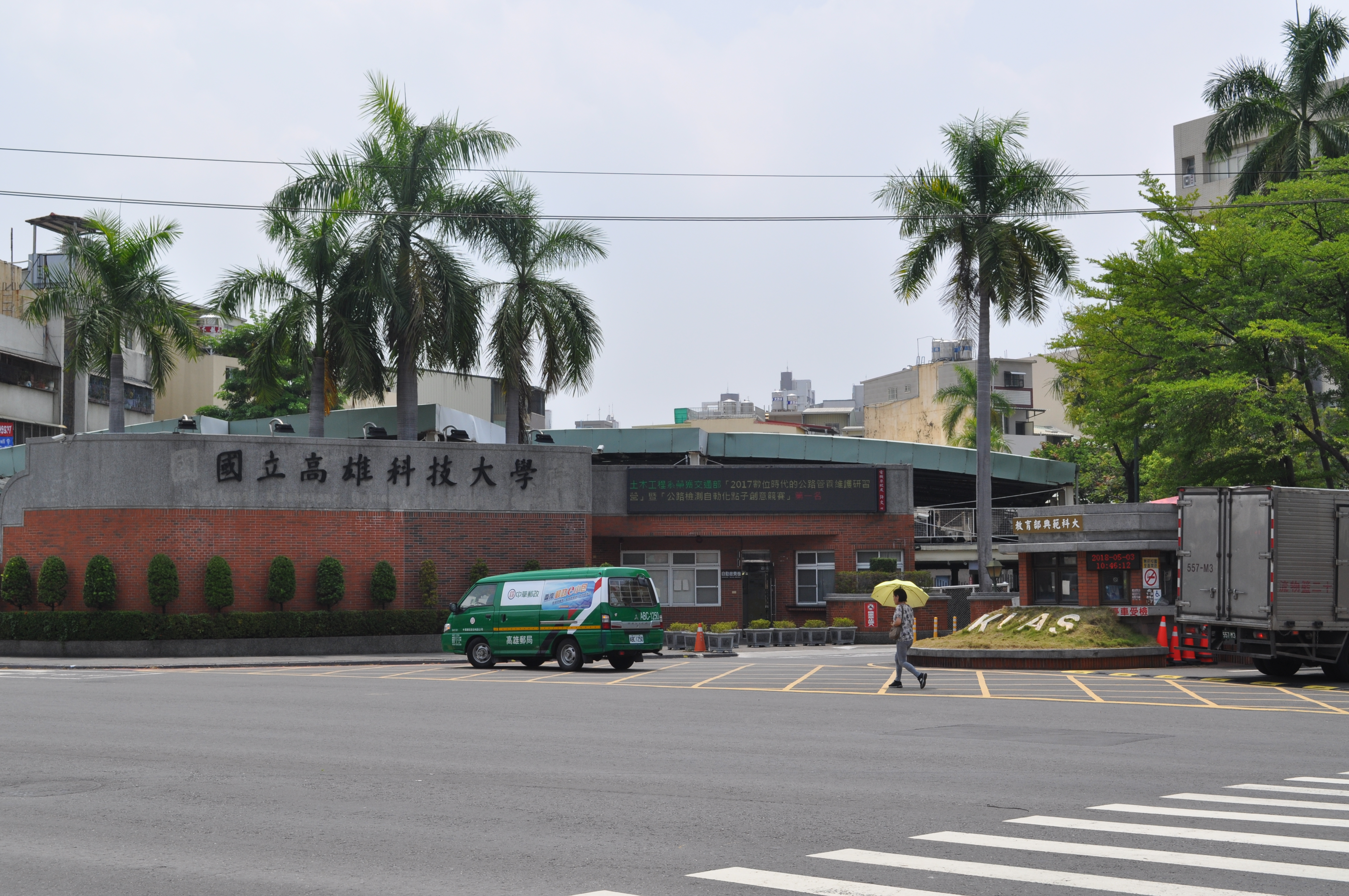

國立高雄應用科技大學校友列表收錄了國立高雄應用科技大學畢業的知名人物。

## 政治公職界
- 陳錫淇 - 中華民國第一屆第三、四次增額立法委員前、總統府國策顧問（化學工程科畢業）
- 鄭朝明 - 中華民國第三～六屆立法委員
- 趙天麟 - 中華民國第八、九屆立法委員
- 施義芳 - 中華民國第九屆立法委員、中華民國土木技師公會全國聯合會暨臺灣省土木技師公會理事長（土木工程科畢業）
- 黃義佑 - 行政院南部聯合服務中心執行長、國立中山大學電機工程學系教授（電機工程科畢業）
- 李武雄 - 內政部營建署署長（土木工程科畢業）
- 黃來和 - 經濟部標準檢驗局副局長（化學工程科畢業）
- 王　雄 - 經濟部水利署中區水資源局長（土木工程科畢業）
- 陳久雄 - 經濟部水利署第四河川局局長（土木工程科畢業）
- 葉純松 - 經濟部水利署第六河川局局長（土木工程科畢業）
- 謝國塘 - 經濟部水利署第八河川局局長（土木工程科畢業）
- 吳正治 - 財政部國稅局屏東分局長（商務經營研究所碩專班畢業）
- 林仁益 - 高雄市政府副市長、財團法人金屬工業研究發展中心董事長、國立高雄應用科技大學校長（土木工程科畢業）
- 羅孝賢 - 臺北市政府交通局局長、淡江大學運輸管理學系暨運輸科學碩士班專任副教授（土木工程科畢業）
- 彭振聲 - 臺北市政府工務局局長（土木工程科畢業）
- 張郁慧 - 臺北市政府工務局兼代副局長（土木工程科畢業）
- 陳存永 - 高雄市政府捷運局局長（土木工程科畢業）
- 吳孟德 - 高雄市政府工務局局長（土木工程科畢業）
- 陳俊六 - 高雄市政府勞工檢查處處長（化學工程科畢業）
- 陳炳煌 - 新竹市政府工務處處長（土木工程科畢業）
- 陳　岸 - 嘉義市政府工程處處長（土木工程科畢業）
- 陳育仁 - 嘉義市政府建設處處長（土木工程科畢業）
- 黃明恩 - 臺東縣環保局局長（化學工程科畢業）
- 楊煥昇 - 中華郵政股份有限公司董事
- 籃宏偉 - 臺灣電力公司輸供電事業部副總經理（電機工程科畢業）
- 蕭勝任 - 臺灣電力公司供電處長（電機工程科畢業）
- 黃台雄 - 臺灣電力公司南部發電廠廠長（機械工程科畢業）
- 楊水源 - 臺灣自來水公司第七區管理處經理（機械工程科畢業）
- 陳柏來 - 台肥公司高雄廠廠長（化學工程科畢業）
- 莊啟旺 - 高雄市議會議長、高雄市議員（商務經營研究所碩專班畢業）
- 曾麗燕 - 高雄市議員（觀光與餐旅管理系碩士專班畢業）
- 林武忠 - 高雄市議員（觀光與餐旅管理系碩士專班畢業）
- 林宛蓉 - 高雄市議員（商務經營研究所碩士專班畢業）
- 楊定國 - 高雄市議員（商務經營研究所碩士專班畢業）
- 徐榮延 - 高雄市議員（化學工程科畢業）
- 楊敏郎 - 高雄市議員（土木工程科畢業）
- 陳慧文 - 高雄市議員（電子工程科畢業）
- 謝維洲 - 臺北市議員（應用外語系畢業）

## 企業界
- 趙藤雄 - 遠雄集團董事長（名譽工學博士）
- 姚曉東 - 新加坡赫比集團執行董事長（名譽工學博士&化學工程科畢業）
- 陳明賢 - 精華光學董事長（名譽工學博士&電子工程科畢業）
- 黃清山 - 南六企業股份有限公司董事長、台灣不織布工業同業公會理事長（名譽工學博士&工業工程與管理系碩專班畢業）
- 許　文 - 盈正豫順電子股份有限公司董事長（名譽工學博士&電機工程系碩專班畢業）
- 王俊博 - 智冠科技股份有限公司董事長（化學工程科畢業）
- 陳宣霈 - 台灣微軟行銷事業群總經理（電機工程科畢業）
- 蔡正富 - 深圳艾美特電器執行副董事長（電子工程科畢業）
- 謝永昌 - 晟田科技工業股份有限公司董事長（模具工程科畢業）
- 王伯壎 - 富強鑫精密工業股份有限公司董事長
- 張金鋒 - 富田電機股份有限公司董事長兼總經理（96年電機工程所畢業）
- 陳思明 - 金皇企業股份有限公司董事長
- 吳榮治 - 同喬集團董事長
- 謝智慶 - 優鋼機械股份有限公司董事長（電機工程科畢業）
- 鄭鴻君 - 鴻君科技股份有限公司董事長（模具工程科畢業）
- 林文章 - 友荃科技實業股份有限公司董事長
- 周智慧 - 四加實業股份有限公司董事長（模具工程科畢業）
- 羅啟和 - 維立電機股份有限公司董事長（電機工程科畢業）
- 呂文峰 - 固也泰電子工業有限公司董事長（電子工程科畢業）
- 陳昭男 - 美僑建設有限公司董事長（土木工程科畢業）
- 陳秋雄 - 華菱冷氣(肯力耐電機股份有限公司)董事長
- 張立興 - 翔亞建材股份有限公司董事長
- 林永裕 - 臺灣省土木技師公會理事長（土木工程科畢業）
- 洪啟德 - 台北市土木技師公會理事長（土木工程科畢業）
- 蔡文蔭 - 台達電子關鍵基礎礎架構事業部總經理（電機工程科畢業）
- 謝明汎 - 太子建設開發股份公司總經理（土木工程科畢業）
- 張忠棋 - 大同3C總經理
- 盧正仁 - 亞翔工程公司營運處總經理（電機工程科畢業）
- 吳泳宏 - 健格科技股份有限公司總經理（電機工程科畢業）
- 孫玉龍 - 虹京環保有限公司總經理（機械工程科畢業）
- 黃寶娥 - 全誠建設股份有限公司總經理
- 楊志明 - 晶城環保服務有限公司總經理
- 張文舉 - SYSCO（日商）盛餘鋼鐵股份有限公司副總經理
- 陳清峰 - 台達電子海外支援部總監（電子工程科畢業）
- 洪志斌 - 日月光半導體技術開發處長（電子工程科畢業）
- 方明達 - 中鋼碳素化學股份有限公司廠長（化學工程科畢業）
- 范植職 - 奇菱科技沖壓部經理（模具工程科畢業）
- 黃有隆 - 南亞塑膠股份有限公司化工第一事業部 協理（機械工程科畢業）

## 學術教育界
- 胡仁華 - 美國猶他大學作業與資訊系統學系教授（化學工程科畢業）
- 趙順文 - 國立台灣大學日本語文學系教授（化學工程科畢業）
- 呂世源 - 國立清華大學化學工程學系教授（化學工程科畢業）
- 蔡明祺 - 國立成功大學機械工程學系講座教授、研總中心主任（電機工程科畢業）
- 王　醴 - 國立成功大學電機工程學系教授（電機工程科畢業）
- 劉承宗 - 國立中山大學電機工程學系教授（電機工程科畢業）
- 馮正一 - 國立中興大學水土保持學學系教授（土木工程科畢業）
- 李清吟 - 東南科技大學校長（電機工程科畢業）
- 林丁丙 - 國立台北科技大學電子工程系教授（電機工程科畢業）
- 郭金國 - 國立台灣師範大學工業教育學系教授（模具工程科畢業）
- 陳宥杉 - 國立台北大學企業管理學系教授（電子工程科畢業）
- 方俊雄 - 國立高雄應用科技大學電機工程系教授、校長（電機工程科畢業）
- 沈茂松 - 國立高雄應用科技大學土木工程系教授、工學院院長（土木工程科畢業）
- 謝達華 - 國立高雄應用科技大學化學工程與材料工程系教授（化學工程科畢業）
- 何宗漢 - 國立高雄應用科技大學化學工程與材料工程系教授（化學工程科畢業）
- 楊文都 - 國立高雄應用科技大學化學工程與材料工程系教授（化學工程科畢業）
- 方得華 - 國立高雄應用科技大學機械工程系講座教授（機械工程科畢業）
- 陳信宏 - 國立高雄應用科技大學機械工程系教授（機械工程科畢業）
- 卓明遠 - 國立高雄應用科技大學電機工程系教授、電資學院院長（電機工程科畢業）
- 李俊宏 - 國立高雄應用科技大學電機工程系教授、電機工程系系主任（電機工程科畢業）
- 洪冠明 - 國立高雄應用科技大學電子工程系教授、電資學院院長（電子工程科畢業）
- 潘正祥 - 國立高雄應用科技大學電子工程系教授（電子工程科畢業）
- 陳文照 - 國立雲林科技大學材料科技研究所教授（化學工程科畢業）
- 王貳瑞 - 國立屏東科技大學工業管理系教授（機械工程科畢業）
- 廖錦文 - 國立彰化師範大學工業教育與技術學系教授（電機工程科畢業）
- 吳有基 - 國立聯合大學電機工程學系教授、電資學院院長（電機工程科畢業）
- 李贊鑫 - 國立聯合大學電機工程學系教授（電機工程科畢業）
- 楊乾信 - 國立高雄大學化學工程學系教授（化學工程科畢業）
- 歐耿良 - 台北醫學大學生醫材料暨組織工程研究所教授、口腔醫學院長（模具工程科畢業）
- 潘登昌 - 高雄醫學大學藥學研究所教授退休（化學工程科畢業）
- 吳政郎 - 國立臺灣海洋大學電機工程學系教授（電機工程科畢業）
- 林坤楠 - 國立臺灣海洋大學輪機工程系副教授（土木工程科畢業）
- 吳晉昌 - 國立高雄海洋科技大學微電子工程系教授（電機工程科畢業）
- 張朝陽 - 國立虎尾科技大學資訊工程系副教授（電子工程科畢業）
- 謝政勳 - 朝陽科技大學資訊工程系教授（電子工程科畢業）
- 張永昌 - 崑山科技大學電機工程系教授（電機工程科畢業）
- 黃光明 - 國立臺南女子高級中學校長退休（電機工程科畢業）
- 劉賢淋 - 天一補習班創辦人（土木工程科畢業）
- 孔祥郁 - 國立台灣大學111學年度第1學期碩士班在學學生逕行修讀博士學位核准（電機工程系畢業）

## 特殊人物
- 柯佩鳳 - 第19屆全國十大傑出女青年（土木工程碩專班畢業）
- 石漢正 - 2006年全國十大傑出工程師（機械工程畢業）
- 歐耿良 - 第四十九屆全國十大傑出青年（模具工程畢業）

## 外部連結
國立高雄應用科技大學傑出校友資訊 （页面存档备份，存于）